# Nová synagoga ve Velkém Meziříčí
Nová synagoga ve Velkém Meziříčí je novogotická stavba postavená v letech 1868–1870. Stojí severovýchodně od Náměstí v ulici Novosady na břehu řeky Oslavy ve Velkém Meziříčí v okrese Žďár nad Sázavou na Vysočině. Je chráněna jako kulturní památka.

## Historie
Jedná se o výraznou novogotickou stavbu z červených cihel. Byla postavena v letech 1868–1870, bohoslužby se zde konaly do začátku druhé světové války.
Poté objekt sloužil jako sklad, následně jako asijská tržnice. V současné době je budova využívána jako kulturní prostor.
Historička Marie Ripperová k tehdejšímu stavu uvedla: „Původně byla okna s vitráží, byly tam židovské šesticípé hvězdy. Na atikách a nad vchodem jsou citáty z Písma. Na jednom bylo napsáno: ‚Jak milý je tvůj příbytek, Hospodine zástupů´. Dnes ho nahradil nápis „Textil, obuv“ a synagoga má automatické dveře na fotobuňku," Z tohoto stavu však neviní početně malou židovskou obec,.
Na konci listopadu 2021 navštívil synagogu ministr kultury Lubomír Zaorálek a rodil se plán záchrany synagogy před trhovci.. Majitelem v roce 2021 byl nadále i přes snahu města Velké Meziříčí získat synagogu do vlastnictví Židovská obec Brna.
Roku 2023 se městu konečně podařilo získat budovu do svých rukou a dnes se v ní konají různé koncerty a výstavy.
Ve městě se také nachází židovský hřbitov a vedle Nové synagogy stojí Stará synagoga.